# Неспокійне господарство
«Неспокійне господарство» — радянський художній кінофільм 1946 року, перша режисерська робота актора Михайла Жарова, знятого на кіностудії «Мосфільм».

## Сюжет
Йде Велика Вітчизняна війна. Червоноармієць Огурцов (А. К. Граве), в довоєнному минулому кролівник-любитель, направляється до нового місця служби. Пробираючись лісовою стежкою, він чує дівочий спів, виходить на голос і знайомиться з дівчиною. Нею виявляється Тоня — сувора дівчина в званні єфрейтора (Л. В. Целіковська). З'ясовується, що вони направляються в один і той же підрозділ — в господарство Семібаба. Прибувши на об'єкт, вони бачать старшину, що грає на гармоні і співає пісні. Не відразу з'ясовується, що цей старшина і є начальник об'єкта — гвардії старшина Семібаб (М. І. Жаров). Новоприбулі бачать заштатний аеродром і не здогадуються, що у них за об'єкт.
Настає ніч. По телефону Семібаба попереджають про наближення авіації противника. Почувши гул літаків, що наближаються, він будить свого підлеглого рядового Сороконожкіна (Георгій Светлані) і віддає всім дивні накази — запалити ліхтарі і безладно бігати з ними по аеродрому. Зацікавлені «панікою» на аеродромі німці бомблять його. Новоприбулі нічого не розуміють. Тільки вранці після бомбардування Семібаб пояснює їм, що аеродром — муляж, і служить для відволікання авіації противника від основного аеродрому. Німецьке командування, думаючи, що цей аеродром дуже важливий для Червоної армії, вирішує відправити туди досвідченого розвідника з радіостанцією. Радянське командування розміщує неподалік від муляжного аеродрому дві ланки винищувачів — ланка радянських нічних винищувачів і ланка з полку «Нормандія-Німан».
Незадовго до чергового нальоту німців Семібаб бачить, як з ближнього ліска хтось запускає потрійну сигнальну ракету. Зрозумівши, що це, швидше за все, німецький шпигун, він відправляє на розвідку Тоню. Тоня виявляє в лісі людину з рацією в формі червоноармійця (Сергій Філіппов). Ця людина не помічає стеження за собою, і Тоня дізнається, що він оселився в селі під виглядом пораненого червоноармійця.
На аеродром приземлилися на вимушену посадку (скінчився бензин) два літаки з ланок прикриття — французького лейтенанта Лярошеля (Ю. П. Любимов) і радянського старшого лейтенанта Крошкіна (В. Д. Доронін), причому фотографію останнього Тоня носить в своїй валізі. Пілоти, побачивши красиву дівчину, обидва захоплені нею. Огурцов, також закоханий в Тоню, ревнує її до обох пілотів.
Огурцов і не підозрює, що Тоня ходить на побачення зовсім не до пілотів, а до німецького розвідника, підсовуючи йому дезінформацію про справи на аеродромі. Таку хитрість придумав Семібаб, і вона спрацьовує: німці вірять цієї дезінформації і як і раніше бомблять муляжний аеродром.
Тим часом Огурцов проявляє «розумну ініціативу» — пропонує зробити макети літаків на аеродромі рухливими, для того, щоб противник вірив, що літаки — справжні і рухаються самі. За три дні негоди, коли німецька авіація не могла літати, план механізації аеродрому виконаний — до всіх макетів протягнуті мотузки, і тепер їх можна рухати. Під час нальоту німців трос заїдає, Огурцов вилазить його лагодити і мало не гине…

## У ролях
- Михайло Жаров — гвардії старшина Семібаб
- Людмила Целіковська — єфрейтор Антоніна Павлівна Калмикова
- Олександр Граве — рядовий Тихон Петрович Огурцов
- Віталій Доронін — льотчик Іван Крошкін
- Юрій Любимов — французький льотчик Жан Лярошель
- Володимир Балашов — французький льотчик Дюрен
- Георгій Светлані — рядовий Сороконожкін
- Володимир Уральський — рядовий Гвоздарьов
- Сергій Філіппов — німецький розвідник Краусс
- Євген Веліхов — німецький генерал Ріттенбах
- Іван Лагутін — німецький полковник
- М. Зілов — німецький полковник
- Михайло Пуговкін — механік Пуговкін

## Знімальна група
- Автори сценарію: Леонід Тубельський і Петро Рижей під псевдонімом Брати Тур
- Режисер-постановник: Михайло Жаров
- Оператор-постановник: Валентин Павлов
- Композитор: Юрій Мілютін
- Художник-постановник: Борис Чеботарьов
- Текст пісень: Анатолій Софронов